# Dunkelflaute
Dunkelflaute bezeichnet in der Energiewirtschaft eine Wetterlage mit geringer Sonneneinstrahlung und Windstille und dadurch einer geringen Stromerzeugung aus Photovoltaik- und Windenergie. Eine Dunkelflaute kann bei gleichzeitiger hoher Stromnachfrage zu hohen Strompreisen oder sogar zu einem Unterangebot (Stromausfall) führen. Die zur Dunkelflaute gegenteilige Lage ist die Hellbrise.
Wenn das Energiesystem auf erneuerbare Energien umgestellt werden soll, müssen Lösungen gefunden werden, um Zeiträume ohne erneuerbare Stromerzeugung zu überbrücken. Derzeit werden solche Lücken in der Stromversorgung zum großen Teil durch Steinkohle- oder Gaskraftwerke geschlossen. Aber auch der internationale Ausbau des Stromnetzes und Speicherkraftwerke spielen eine Rolle. Besonders kritisch sind Dunkelflauten, die über mehrere Tage anhalten, insbesondere wenn aufgrund kalter klimatischer Bedingungen eine besonders hohe Stromnachfrage vorhanden ist (sogenannte „kalte Dunkelflaute“). Geeignete Maßnahmen zum Überbrücken von Dunkelflauten sind zum Beispiel das Vorhalten konventioneller Spitzenlastkraftwerke als Backup sowie wetterunabhängiger CO2-armer Erzeuger wie Kernkraftwerke, Wasserkraftwerke, Geothermiekraftwerke, Biomassekraftwerke und Solarthermiekraftwerke mit Wärmespeicher; der Ausbau der Stromnetze zur weiträumigen Vernetzung von Regionen mit unterschiedlichen Wetterbedingungen, die Sektorenkopplung, der Einsatz von Energiespeichern sowie die Flexibilisierung von Verbrauchern, beispielsweise mit Smart Grids.

## Definition
Eine einheitliche Definition für den Begriff Dunkelflaute gibt es nicht. Viele Studien untersuchen jedoch längere Dunkelflauten. Gemäß einer Studie in Environmental Research Letters gab es in einem Zeitraum von 40 Jahren (1980–2019) jedes Jahr einen Zeitraum von etwa fünf aufeinanderfolgenden Tagen mit einem durchschnittlichen Windkapazitätsfaktor von unter 10 % und alle zehn Jahre einen entsprechenden Zeitraum von knapp acht Tagen. Das heißt in diesen Tagen liegt die Einspeisung bei unter 10 % der installierten Nennleistung. Diese Dauer verringerte sich, wenn nur die Wintermonate berücksichtigt werden. Das längste Ereignis in den Daten dauert fast zehn Tage. Für Dunkelflauten-Ereignisse wurden in der Studie die Schwellwerte 2 %, 5 % oder 10 % der Nennleistung betrachtet.
Im Rahmen der Untersuchung wurde eine engere und eine weitergehende Definition von Dunkelflaute unterschieden:
engere Definition
gezählt werden aufeinanderfolgende Stunden, in denen die Kapazitätsfaktoren durchgängig unter dem Schwellenwert (CBT) bleiben. Nach dieser Definition gilt die Dunkelflaute als beendet, sobald der Schwellenwert einmalig überschritten wird.
weitere Definition
gezählt werden aufeinanderfolgende Stunden, in denen der gleitende Durchschnitt der Kapazitätsfaktoren unter demselben Schwellenwert liegt. Nach dieser Definition gilt die Dunkelflaute als beendet, sobald der Durchschnitt über den gesamten Zeitraum der Dunkelflaute den Schwellenwert überschreitet.
Wird der Mittelwert betrachtet, so erscheinen die Dunkelflauten länger. Gilt eine Dunkelflaute bei einmaligen Überschreiten als beendet, dann werden potenziell mehr, dafür aber kürzere Dunkelflauten registriert. Hohe Schwellenwerte führen zu einer hohen Anzahl beobachteter Dunkelflauten, während niedrige Schwellenwerte die Anzahl reduzieren.
Andere Studien mit Fokus auf der benötigten Speichermenge ermitteln das maximale Energiedefizit, das sich über einen Zeitraum aufsummiert. Nach dieser Definition ist die Dunkelflaute erst beendet, wenn sich die Speicher durch eine kontinuierliche überdurchschnittliche Energieproduktion wieder füllen würden.

## Fluktuation der Wind- und Solarstromeinspeisung
Um die völkerrechtlich verbindlichen Klimaschutzziele zu erreichen, müssen fossil befeuerte Kraftwerke abgeschaltet werden. Da diese somit langfristig nicht mehr zum Ausgleich zur Verfügung stehen, müssen in einem Energiesystem mit hohem Anteil an volatilen erneuerbaren Energiequellen Alternativen für die Absicherung der Versorgungssicherheit zur Verfügung stehen. Die Windenergie und die Photovoltaik gelten als die weltweit wichtigsten Quellen für eine größtenteils oder vollständige Versorgung mit erneuerbaren Energien, welche mit einer Energiewende angestrebt wird. Dies gilt insbesondere für Deutschland, wo für andere erneuerbare Energie wie Wasserkraft oder Biomasse nur noch geringe Möglichkeiten für einen weiteren Ausbau bestehen.
Während im Stromnetz Stromverbrauch und Stromeinspeisung zu jedem Zeitpunkt im Gleichgewicht sein müssen, unterliegt die Einspeisung von Wind- und Solarenergie jedoch wetterbedingten Schwankungen. Stunden, in denen die Nachfrage nicht durch Wind- und Solareinspeisung gedeckt werden kann, treten regelmäßig auf. Die Sonne scheint nachts nicht. Solareinspeisung steht nur in wenigen Stunden des Tages zur Verfügung und zeigt ein typisches konisches Profil mit einer Einspeisespitze zur Mittagszeit. Die Windeinspeisung schwankt stark. Der sogenannte Windkapazitätsfaktor, das heißt das Verhältnis von erzeugter Arbeit zu installierter Leistung lag in Deutschland im Mittel über die Jahre 2005–2014 bei 18,4 %. In den Jahren 2010–2014 erreichten die deutschen Windfarmen jedoch ein Viertel der Stunden nur einen Kapazitätsfaktor von weniger als 6,1 %, während ebenfalls in einem Viertel der Stunden mehr als 24,9 % erreicht wurden. Die fluktuierende Einspeisung von Windenergie zeigt sowohl kleinräumig über Tage und Wochen als auch großräumig in der Stromausbeute derselben Anlagen in verschiedenen Jahren große Schwankungen. Auch wenn mehrtägige Dunkelflauten ausbleiben, können erneuerbare Energien ohne Speichertechnologien nicht die Last decken.
Die folgende Grafik zeigt beispielhaft die Last, das Einspeiseverhalten von Wind und Solar und die daraus resultierende Residuallast in Deutschland und Luxemburg im Januar 2024. In diesem Zeitraum zeigt die Residuallast immer noch einen Maximalwert von ca. 66 GW, nur ca. 13 % weniger als die ursprüngliche Maximallast von ca. 76 GW. Dagegen ist die Minimallast von ca. 36 GW auf ca. 1 GW gesunken, so dass praktisch keine Grundlast verbleibt. Die Deckung der Residuallast erfolgt derzeit über die Flexibilität des restlichen konventionellen Kraftwerksparks.

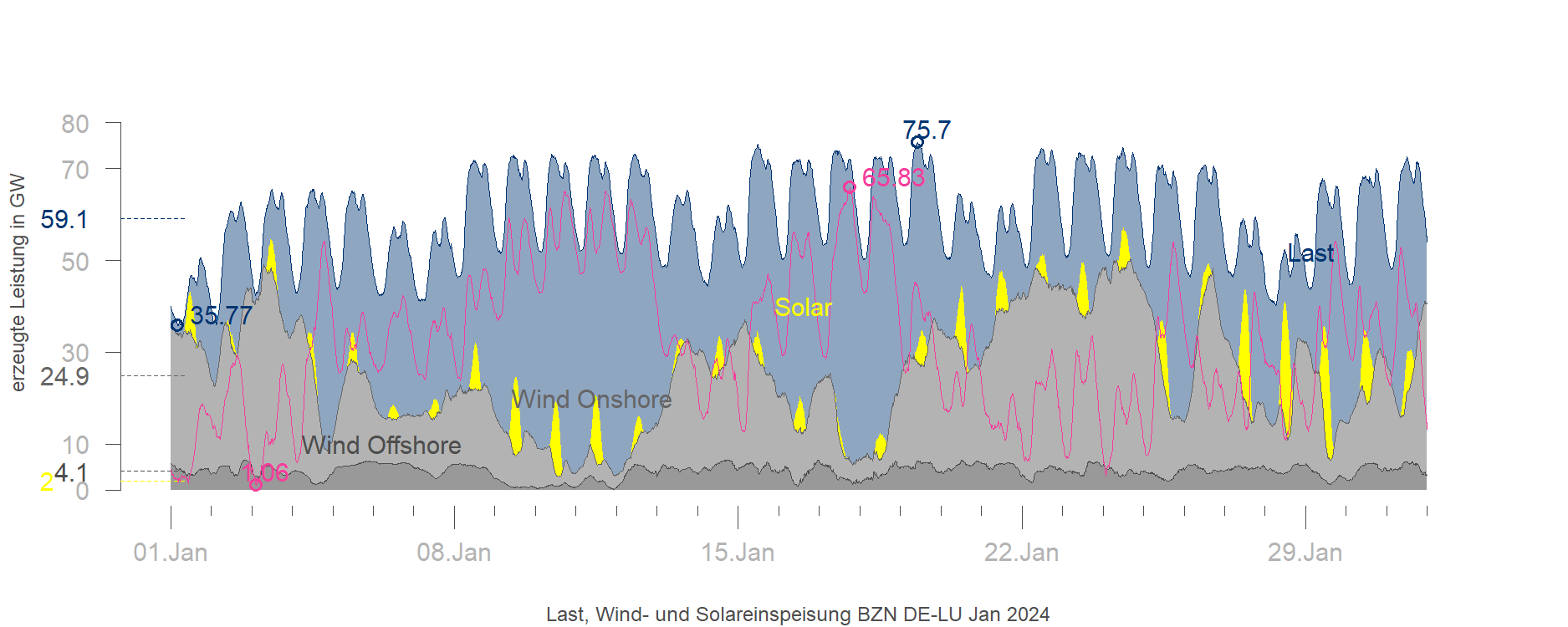
Last, Wind- und Solareinspeisung und verbleibende Residuallast in Deutschland und Luxemburg, Jan 2024, Daten Entso-e-Transparenzplattform

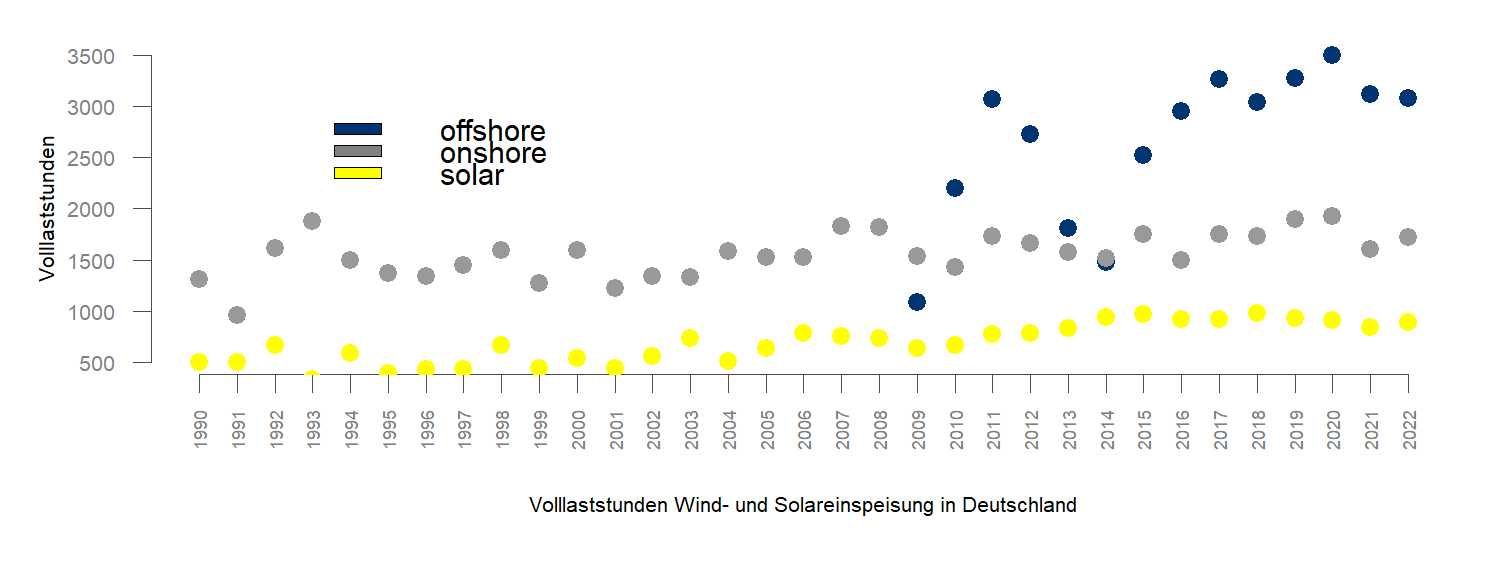
Durchschnittliche Volllaststunden der erneuerbaren Energien in Deutschland in den Jahren 1990–2022

Selbst im jährlichen Mittel unterliegt die Einspeisung der Erneuerbaren erheblichen Schwankungen. Für den deutschen Windpark an Land insgesamt wurden in den Jahren 1990–2022 Vollbenutzungsstunden (Erzeugung pro MW installierter Leistung) zwischen 1.931 und nur 962 erreicht. In aufeinanderfolgenden Jahren konnten diese trotz unterjähriger Installation neuerer und besserer Anlagen wegen geringerem Windaufkommen bis zu 20 % sinken. Für den deutschen Windpark auf See wurden in den Jahren 2010–2022 Vollbenutzungsstunden zwischen 3.498 und 1.086 erreicht. In aufeinanderfolgenden Jahren konnten diese bis zu 33 % sinken.
Vor allem im Spätherbst und im Winter treten Dunkelflauten auf. Dies liegt an der kurzen Tageslänge, dem niedrigen Sonnenstand und dem oft trüben Winterwetter. Außerdem produzieren schneebedeckte PV-Anlagen auch bei Sonnenschein weniger Strom. Obwohl der Wind in der kalten Jahreszeit meist öfter und stärker weht als im Sommer, gibt es auch im Herbst und Winter immer wieder Flauten.
Wind ist ein großflächiges Phänomen. Die Volatilität der Einspeisung in ganz Deutschland vergleichbar mit der eines einzelnen norddeutschen Standorts. Erst bei über ganz Europa verteilten Standorten ist eine Durchmischung zu erwarten.
In einer Publikation von Agora Energiewende sind die Minima und Maxima für das Jahr 2015 aufgeschlüsselt. Demnach war der 3. November 2015 der Tag, an dem am wenigsten Strom aus erneuerbaren Energien erzeugt wurde. Um 14 Uhr speisten Windkraftanlagen in Deutschland insgesamt nur eine Leistung von ca. 0,2 Gigawatt ein – der niedrigste Wert des Jahres. Um 17 Uhr, als die Photovoltaik kaum mehr Energie lieferte, erreichte die Stromerzeugung aus erneuerbaren Energien (neben Wind und Sonne auch Biogas und Wasserkraft) eine Gesamtleistung von 7,3 Gigawatt (davon 0,5 GW Windstrom), und damit nur einen Anteil von weniger als zehn Prozent an der gesamten Stromproduktion. Die Maximalwerte wurden am 21. Dezember 2015 erreicht. An diesem Tag speisten Windkraftanlagen eine durchschnittliche Leistung von 36,7 GW ein; dies entsprach 91,5 Prozent ihrer installierten Nennleistung von 40,6 GW. Am 21. April 2015 leisteten die Photovoltaikanlagen in Deutschland in der Mittagsspitze maximal 28,5 GW. Das waren 73 Prozent der installierten Leistung von etwa 39 GW.
Tagesaktuelle Einspeisedaten (für Deutschland) sind für die Jahre ab 2011 im Internet frei zugänglich.

## Häufigkeit des Auftretens
Trotz fehlender eindeutiger Definition wurden in verschiedenen Studien Untersuchungen zur Häufigkeit durchgeführt. Die angewendeten Kriterien unterscheiden sich dabei allerdings deutlich. Beispielsweise traten zweiwöchige Phasen, in der die modellierte mittlere Residuallast über 70 GW betrug, in Deutschland im Zeitraum von 2006 bis 2016 im Schnitt alle zwei Jahre einmal auf.
Laut dem Deutschen Wetterdienst zeigt eine Analyse von Wetterdaten, dass es in Deutschland im Zeitraum von 1995 bis 2015 im Schnitt zweimal im Jahr Situationen gab, in denen großräumige Flauten und sonnenarme Zeiten über 48 Stunden gemeinsam auftraten. Bei einer Betrachtung auf europäischer Ebene reduziert sich die Auftretenshäufigkeit auf 0,2 Situationen pro Jahr. Der Deutsche Wetterdienst berücksichtigt dabei Zeiträume, in denen die mittlere Energieproduktion aus Wind und Sonne (abgeschätzt aus meteorologischen Daten) durchgehend unter zehn Prozent der Nennleistung lag.
Eine andere Analyse kommt bei einem Schwellenwert von 20 % für Deutschland pro Jahr auf 5 bis 10 Dunkelflauten von mehr als 24 Stunden, wobei die längsten Dunkelflauten 4 bis 5 Tage dauern. Bei einem Schwellenwert von 10 % gibt es kaum noch Dunkelflauten von mehr als 2 Tagen. Bei dieser Analyse und beim Deutschen Wetterdienst wird eine Dunkelflaute bei einmaligem Überschreiten des Schwellenwertes als beendet gewertet.
Bei Berücksichtigung des Mittelwertes wird für Deutschland im Durchschnitt alle zehn Jahre eine Periode von acht Tagen erwartet, in der weniger als 10 % der installierten Leistung zur Verfügung stehen.

## Problemlösungsmöglichkeiten
Geeignete Maßnahmen zum Überbrücken von Dunkelflauten sind zum Beispiel das Vorhalten konventioneller Spitzenlastkraftwerke als Backup sowie grundlastfähiger CO2-armer Erzeuger wie Kernkraftwerke, Wasserkraftwerke, Geothermiekraftwerke, Biomassekraftwerke und Solarthermiekraftwerke mit Wärmespeicher sowie der Ausbau der Stromnetze zur weiträumigen Vernetzung von Regionen mit unterschiedlichen Wetterbedingungen und damit einhergehend der Import und Export von Strom im europäischen Stromhandel.
Weitere Möglichkeiten sind:

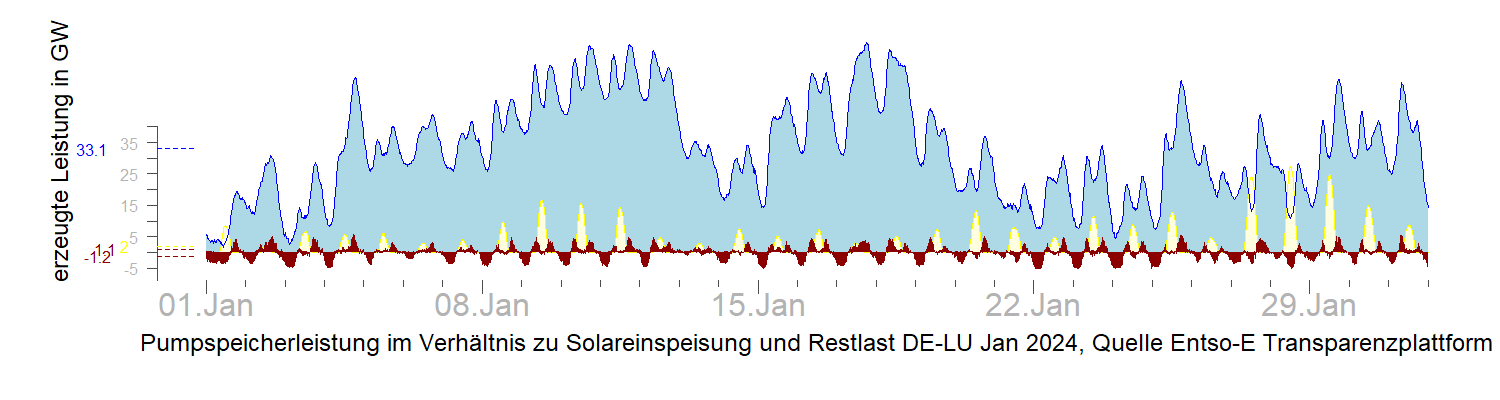
Pumpspeicherleistung im Verhältnis zu Solareinspeisung und Residuallast, Jan 2024 DE-LU

- Überdimensionierung von Solar- und Windkapazitäten[23]
- Verschiebung der Stromnachfrage z. B. in Form von intelligentem Laden von Elektrofahrzeugen, ggf. ergänzt durch Rückspeisen von Energie in Form von Vehicle-to-Grid-Technologien im Rahmen von Smart Grids[23]
- Energiespeicher, z. B. stationäre Batterien[23]
- Nutzung von Sektorenkopplung, um ein verbessertes Zusammenspiel verschiedener Sektoren wie Strom, Wärme, Verkehr, Industrie zu erreichen[23]
- Einsatz von Power-to-X-Technologien, z. B. zur Erzeugung von Wasserstoff in Phasen, in denen Energie im Überfluss vorhanden ist[23]

Wird das Energiesystem entsprechend ausgelegt, so stellt das Vorkommen von Dunkelflauten kein Hindernis für eine 100 % regenerative Energieversorgung dar, auch wenn diese zu einem großen Teil oder ausschließlich auf fluktuierenden erneuerbaren Energien basiert.

### Flexibilisierung von Erzeuger und Verbraucher
Um Nachfragespitzen zu glätten, gibt es die Möglichkeiten der Flexibilisierung der Verbraucher (Demand-Side-Management) in Verbindung mit intelligenten Stromnetzen. Wichtig sind in diesem Kontext vor allem Lastverschiebungen und der Lastabwurf. Auch wenn diese nur im Bereich von Stunden bis wenigen Tagen möglich sind, gelten sie als Möglichkeit, um in einem erneuerbaren Energiesystem die Nachfrage dem Angebot anzupassen. Solche Maßnahmen sind sehr energieeffizient, da sie die im Gegensatz zu Speicherkraftwerken sehr verlustarm oder gar verlustfrei eingesetzt werden können. Ihre Funktionsweise erzielt die gleichen Effekte wie der Einsatz eines Speicherkraftwerkes: Die Lasterhöhung (Zuschalten der Last bei Stromüberschüssen beispielsweise per Power-to-Heat) entspricht der Ladung eines Speichers, die spätere Lastminderung der Speicherentladung. Daher fungiert Lastverschiebung als „virtueller Speicher“.
Mehr Versorgungssicherheit kann auch erreicht werden, indem Flexibilitäten erneuerbarer Energien, z. B. der Biomasse genutzt werden, die bisher oft Grundlastbetrieb verstromt werden.

### Offshore-Windkraft
Einen Beitrag zur Versorgungssicherheit kann auch die Offshore-Windkraft liefern. Laut einer Studie des Deutschen Wetterdienstes sind bei Nutzung aller drei Erzeugungsformen Dunkelflauten nur noch zweimal pro Jahr wahrscheinlich, verglichen mit dreizehnmal pro Jahr, wenn nur Photovoltaik und Onshore-Windkraft genutzt werden. Dabei wurde ausgewertet, wie oft in der Vergangenheit über einen Zeitraum von 48 Stunden in bestimmten Gebieten die mittlere Energieproduktion aus Wind und Sonne unter zehn Prozent der Nennleistung blieb (siehe Abbildung).
Anders als Onshore-Windkraft und Photovoltaik wird Offshore-Windkraft erst seit 2015 in Deutschland verstärkt ausgebaut. Im November 2019 waren in Deutschland Offshore-Windkraftanlagen mit einer Gesamtleistung von 7,6 GW installiert. Weitere 4,3 GW befinden sich im Bau oder in Planung (siehe: Liste der Offshore-Windparks).

### Netzausbau

Seekabel von Norwegen nach Deutschland: NordLink (1,4 GW, seit 2020) und NorGer (1,4 GW, geplant). Westlich davon verläuft NorNed (0,7 GW, seit 2008) in die Niederlande.

Nach einer 2021 in Energies erschienenen Studie sind Dunkelflauten in benachbarten Staaten mit einer Korrelation von 0,3–0,4 moderat korreliert und lassen sich mit einem über Landesgrenzen hinweg ausgebautem Stromnetz und dem Pooling von Windkraft- und Solaranlagen das Auftreten von Dunkelflauten deutlich minimieren. Vorteilhaft ist insbesondere eine großräumige Vernetzung über mehrere Wetterzonen. Durch wechselseitigen Stromtransport über Staatsgrenzen hinweg können Ausgleichseffekte genutzt werden, die sowohl die Versorgungssicherheit erhöhen als auch den Speicherbedarf reduzieren. Da die Kosten für den Netzausbau deutlich günstiger sind als die Kosten für die Energiespeicherung, gilt ein transnationaler Netzausbau als wichtiger Faktor für ein kostengünstiges erneuerbares Energiesystem. Eine 2018 durchgeführte Modellrechnung kam zum Ergebnis, dass ein kostenoptimales System ein hohes Netzausbauniveau voraussetzt. Dann ist eine Erzeugung, die von Wind (65 %) und Wasser (15 %) dominiert ist, optimal und die Systemkosten bleiben zum heutigen System vergleichbar. Bleibt der Transport eingeschränkt, sind Solar und Speicherung die optimalen Erzeugungsarten und die Systemkosten steigen um 30 %.
Eine Schlüsseltechnologie für die Verknüpfung weit entfernter Regionen ist die Hochspannungs-Gleichstrom-Übertragung (HGÜ), die eine verlustarme Stromübertragung über weite Entfernungen möglich macht. Zwar können Speicherkraftwerke ebenfalls die variable Einspeisung glätten, allerdings sind diese teurer als HGÜ-Verbindungen.
Darüber hinaus ermöglicht der Netzausbau auch eine bessere Verknüpfung von Produktions- und Verbrauchszentren mit Speichern, beispielsweise Pumpspeicherkraftwerken in den Alpen oder Skandinavien. Dort könnten dann Überschüsse, die während Zeiten hoher Wind- oder Solarstromproduktion auftreten, eingespeichert und während Zeiten niedriger Produktion und entsprechender Nachfrage wieder ausgespeichert werden. Hohe Speicherkapazitäten bieten insbesondere norwegische und schwedische Pumpspeicher mit 84 bzw. 34 TWh Kapazität. Eine entsprechende Leitungskapazität vorausgesetzt, könnten diese eine Energiespeicherung in Deutschland laut Sachverständigenrat für Umweltfragen fast völlig überflüssig machen.
Eine wichtige Rolle für den Ausgleich der Schwankungen der deutschen erneuerbaren Stromerzeugung spielen die beiden Gleichstromleitungen Nordlink und NorNed nach Norwegen. Über diese Leitungen regeln norwegische Pumpspeicher das deutsche Netz aus. Im Januar 2025 gab es jedoch Kritik aus Norwegen und Schweden, da die Stromknappheit in Deutschland zu sehr hohen Großhandelspreisen auch in den skandinavischen Ländern führte.

### Kurzzeitspeicher
Kurzzeitspeicher können kurzfristige Ungleichgewichte zwischen Angebot und Nachfrage ausgleichen, und stabilisieren so das Stromnetz und dessen Frequenz. Die Speicherdauer liegt je nach Anwendung im Sekunden- bis Minutenbereich, bzw. in Minuten- bis Stunden-Zeiträumen. Typische Eigenschaften der Kurzzeitspeichertechnologien sind hohe Zyklenzahlen und -festigkeit, eine hohe Effizienz und ein hohes Verhältnis von Leistung zu Speicherkapazität. Die momentan meist verbreiteten Technologien in diesem Bereich (nach Kapazität) sind Pump- und Batteriespeicher, sowie vereinzelte Schwungräder. Die aktuell in Deutschland installierte Kapazität von Pump- und Batteriespeichern würde den Strombedarf nur weniger als eine halbe Stunde abdecken können, weshalb die Bundesnetzagentur davor warnt, das Potenzial dieser Speicher zu überschätzen. Dieses Technologiefeld weist zudem eine aktuell sehr hohe Dynamik auf, so ist die Anzahl an Heimspeichern das dritte Jahr in Folge um 50 % gewachsen (Stand 2020).

### Langzeitspeicher
Für vollständig erneuerbare Energiesysteme sind Langzeitspeicher bzw. Saisonalspeicher von besonderer Bedeutung. Aufgrund der jährlich geringen Zyklenzahlen bei Langzeitspeichern und der damit geringen Energiemenge, die durch diese Speicher fließt, tritt die Effizienz der Speicher in den Hintergrund, aber dafür die Kosten pro Kapazität weiter in den Vordergrund. Daher kommt zum Beispiel die Speicherung in Form von synthetischen aus erneuerbaren Energien gewonnenen Gasen in Frage, das heißt Wasserstoff oder Methan. Inklusive der 2013 in Planung befindlichen Kavernen- und Porenspeicher liegt die Speicherkapazität des deutschen Erdgasnetzes bei ca. 332 TWh. Der Erdgasverbrauch lag 2011 bei 760 TWh. Falls langfristig verstärkt Power-to-Gas-Anlagen zur saisonalen Langfristspeicherung eingesetzt würden, könnte der Gasverbrauch weiter ansteigen. Dennoch wäre das Erdgasnetz inklusive der geplanten Speicher ausreichend für eine sichere Vollversorgung auf Basis erneuerbarer Energien dimensioniert. Mit Power-to-Gas ist es möglich, dass derzeit mit fossilem Erdgas befeuerte Gaskraftwerke langfristig mit strombasiertem grünem Wasserstoff oder synthetischem Methan weiterbetrieben werden können; alternativ ist auch ein Betrieb mit raffiniertem Biogas möglich. Für den Fall, dass die gesamte benötigte Jahreshöchstlast in Deutschland in Höhe von 85 GW vollständig mit grundlastfähigen Gasturbinenkraftwerken abgesichert würde, würden sich die Stromkosten um ca. 0,5 ct/kWh erhöhen. Da dieser Weg durch den recht geringen Wirkungsgrad der Energiekette Strom – Wasserstoff/Methan – Strom mit recht hohen Energieverlusten behaftet ist, was wiederum zu einem Mehrbedarf an Windkraft- und Photovoltaikanlagen führt, sollte ein zukünftiges Energiesystem so ausgelegt sein, dass nur ein geringer Langfristspeicherbedarf besteht.

## Energiewende
Um dafür zu sorgen, dass immer genügend Kraftwerke zur Verfügung stehen, wurde in Deutschland die Reservekraftwerksverordnung beschlossen. Diese Verordnung räumt der Bundesnetzagentur das Recht ein, die Stilllegung für die Systemsicherheit relevanter Kraftwerke zu verbieten und ggf. in der Zukunft auch für die Versorgungssicherheit notwendige Kraftwerke neu zu bauen.
Die Bundesregierung hat im Februar 2024 eine Kraftwerksstrategie beschlossen, die den Bau von wasserstofffähigen Gaskraftwerken von insgesamt bis zu zehn Gigawatt vorsieht. Diese sollen Kohlekraftwerke ersetzen und Strom erzeugen, wenn erneuerbare Energien nicht verfügbar sind. Die Maßnahme zielt darauf ab, die Versorgungssicherheit zu gewährleisten und die CO2-Emissionen zu reduzieren. Eine Studie des EWI erwartet in Deutschland für den bis 2030 geplanten Bau von Gaskraftwerken Kosten von etwa 60 Milliarden Euro. Durch die geringe Auslastung bei reinem Reservebetrieb bedürfe es für die Finanzierung einer staatlichen Förderung.
Wegen einer Dunkelflaute im Herbst 2024 in Deutschland vervielfachte sich der Börsenpreis für eine Megawattstunde Strom von üblicherweise ca. 100 Euro zeitweise auf etwas über 936 Euro, was von Experten auf einen Mangel „an Reservekapazitäten, die in solchen Fällen einspringen können“ zurückgeführt wurde. Da der schwedische mit dem deutschen Strommarkt vernetzt ist, äußerte sich die schwedische Wirtschafts- und Energieministerin verstimmt über Deutschland. Allerdings ermittelt die Bundesnetzagentur auch wegen vorsätzlicher Manipulation des Strompreises. Man habe beobachtet, dass Ersatzkraftwerke auf Basis von Kohle oder Gas teilweise nur mit halber, insgesamt nur mit zwei Dritteln der möglichen Leistung liefen.

### Ungenutzte konventionelle Kraftwerksreserven während Dunkelflauten
Bei der Dunkelflaute am 12. Dezember 2024 kletterte der Strompreis in der EPEX Spot Dayahead Auktion auf 0.936 € pro Kilowattstunde. Der Spitzenpreis wurde in der Stunde von 18–19 Uhr erreicht. Im Mittel liegt der Preis bei etwa 10 Cent pro Kilowattstunde. Die Knappheit konventioneller Erzeugung in Deutschland trieb nicht nur dort, sondern in ganz Mitteleuropa inklusive Südschwedens und Südnorwegen die Preise in nie dagewesene Höhen und sorgte für Rekordimportströme nach Deutschland. Die Energieminister Norwegens, Schwedens und Frankreichs nahmen den Vorfall zum Anlass, die Stromerzeugungspolitik Deutschlands offiziell zu kritisieren. So kommentierte die schwedische Energieministerin Ebba Busch: „no willpower in the world can override the basic rules of physics, not even Dr Robert Habeck.“ Energieintensive Unternehmen, die ihren Strombedarf täglich an der Börse beschaffen, fuhren ihre Produktion zurück. Den sehr hohen Strompreisen in den relativ kurzen Zeiten der Dunkelflauten müssten, so Bruno Burger vom Freiburger Fraunhofer-Institut für Solare Energiesysteme (ISE), allerdings auch die weit längeren Zeiten gegenübergestellt werden, in denen die Stromproduktion so hoch sei, dass negative Strompreise gezahlt werden. In diesen Zeiten könne die Industrie mit dem Stromverbrauch sogar noch Geld verdienen. Am 11. Dezember 2024, so Burger, hätte man zudem davon ausgehen sollen, dass die zahlreich vorhandenen konventionellen Kraftwerke mit voller Leistung bei der Stromproduktion einspringen würden, aber tatsächlich fehlte an diesem Tag ein Drittel der zu erwartenden Leistung, weil viele Kraftwerke durch die Betreiber nicht in Betrieb genommen worden waren. Das Bundeskartellamt und die Bundesnetzagentur leiteten wegen des Verdachts auf vorsätzliche Manipulation des Strompreises Untersuchungen ein.
Kritisiert wurde zudem, dass die Kraftwerksreserve (zwölf große Kohlekraftwerke und fünf große Gaskraftwerke, die zusammen bis zu 9,8 GW Strom liefern können) in der Dunkelflaute nicht genutzt werden. Dies ist Folge einer 2020 unter dem damaligen Minister Peter Altmaier (Kabinett Merkel IV) beschlossenen Regelung, nach der Reservekraftwerke unter keinen Umständen zum Zwecke der Strompreissenkung eingesetzt werden dürfen. Zusätzlich könnten auch kleinere kommunale Blockheizkraftwerke, die deutschlandweit zusammen 9 GW Energie produzieren, in Zeiten der Dunkelflaute ebenfalls einspringen, was bisher nicht der Fall ist. Nötig sei dafür oft noch eine (technisch machbare) Nachrüstung der entsprechenden Steuerungstechnik. Für die meist kommunalen Kraftwerkseigentümer könne dies ein lukratives Geschäft sein.

### Marktmacht großer Kraftwerksbetreiber
Der Monitoringbericht 2024 von Kartellamt und Bundesnetzagentur sieht in diesem Zusammenhang seit Ende 2023 wieder einen Anstieg der Marktmacht konventioneller Erzeuger, insbesondere von RWE. Laut jüngst erschienenem Marktmachtbericht des Bundeskartellamtes war RWE in dem Jahreszeitraum bis Ende April 2024 im Vergleich zu den vorangegangenen zwölf Monaten zwar in weniger Zeiträumen für die Deckung der Stromnachfrage unverzichtbar. Dabei wird ein 5-Prozent-Schwellenwert angesetzt, ab dem nach der Praxis des Bundeskartellamtes eine marktbeherrschende Stellung zu vermuten ist. Allerdings sei vor dem Hintergrund bevorstehender weiterer Kraftwerksstilllegungen und unter Berücksichtigung der Besonderheiten des Strommarktes, in dem Erzeugung und Absatz zu jedem Zeitpunkt übereinstimmen müssen, nicht davon auszugehen, dass das Absinken dieser Zeitanteile von Dauer ist. Die Zeiträume, in denen ohne RWE die Stromnachfrage nicht gedeckt werden können, seien weiterhin systematisch vorhersehbar. Somit sei davon auszugehen, dass konventionellen Erzeuger trotz sinkender Erzeugungsanteile weiterhin über eine bedeutende Marktmacht verfügen.